# Charles Beaumont
Charles Beaumont (n. 2 ianuarie 1929, Chicago, Illinois, SUA – d. 21 februarie 1967, Woodland Hills⁠(d), California, SUA) a fost un scriitor american de ficțiune speculativă, cel mai renumit pentru povestirile sale științifico-fantastice și de groază sau pentru scenariile unor episoade ale serialului TV clasic Zona crepusculară ca "The Howling Man", "Miniature", "Printer's Devil" sau "Number Twelve Looks Just Like You". A scris scenariile unor filme ca 7 Faces of Dr. Lao, The Intruder sau The Masque of the Red Death. Romancierul Dean R. Koontz consideră că "Beaumont este unul dintre cei mai influenți scriitori asupra fantasticului și macabrului." Beaumont este subiectul unui documentar denumit Charles Beaumont: The Short Life of Twilight Zone's Magic Man de Jason V Brock.

### EpisoadeTwilight Zone
Următoarele episoade The Twilight Zone au fost scrise de Beaumont (cele marcate cu un asterisc indică că au fost scrise de Beaumont sub pseudonimul Jerry Sohl).
- "Perchance to Dream"
- "Elegy"
- "Long Live Walter Jameson"
- "A Nice Place to Visit"
- "The Howling Man"
- "Static⁠(d)" (povestire de OCee Ritch)
- "The Prime Mover" (povestire de George Clayton Johnson)
- "Long Distance Call⁠(d)" (co-scrisă cu Bill Idelson)
- "Shadow Play⁠(d)"
- "The Jungle"
- "Dead Man's Shoes" (doar povestire; ghostwritten OCee Ritch)
- "The Fugitive⁠(d)"
- "Person or Persons Unknown"
- "In His Image⁠(d)"
- "Valley of the Shadow⁠(d)"
- "Miniature⁠(d)"
- "Printer's Devil"
- "The New Exhibit⁠(d)"*
- "Passage on the Lady Anne⁠(d)"
- "Living Doll⁠(d)"*
- "Number 12 Looks Just Like You" (co-scrisă cu John Tomerlin)
- "Queen of the Nile"*

### Povestiri scurte
- “The Devil, You Say?” (Jan 1951, Amazing Stories, adaptare a unui episod Twilight Zone)
- “The Beautiful People” (Sep 1952, If, adaptare a unui episod Twilight Zone)
- “Fritzchen” (1953, Orbit #1)
- “Place of Meeting” (1953, Orbit #2)
- “Elegy” (Feb 1953, Imagination, adaptare a unui episod Twilight Zone)
- “The Last Caper” (Mar 1954, F&SF)
- “Keeper of the Dream” (1954, Time to Come)
- “Mass for Mixed Voices” (May 1954, Science Fiction Quarterly)
- “Hair of the Dog” (Jul 1954, Orbit #3)
- “The Quadriopticon” (Aug 1954, F&SF)
- “Black Country” (Sep 1954, Playboy)
- “The Jungle” (Dec 1954, If, adaptare a unui episod Twilight Zone)
- “The Murderers” (Feb 1955, Esquire)
- “The Hunger” (Apr 1955, Playboy)
- “The Last Word” (with Chad Oliver, Apr 1955, F&SF)
- “Free Dirt” (May 1955, F&SF)
- “The New Sound” (Jun 1955, F&SF)
- “The Crooked Man” (Aug 1955, Playboy)
- “The Vanishing American” (Aug 1955, F&SF)
- “Last Rites” (Oct 1955, If)
- “A Point of Honor” / “I’ll Do Anything” (Nov 1955, Manhunt)
- “A Classic Affair” (Dec 1955, Playboy)
- “Traumerei” (Feb 1956, Infinity Science Fiction)
- “The Monster Show” (May 1956, Playboy)
- “The Guests of Chance” (with Chad Oliver, Jun 1956, Infinity Science Fiction)
- “You Can’t Have Them All” (Aug 1956, Playboy)
- “Last Night in the Rain” / “Sin Tower” (Oct 1956, Nugget)
- “The Dark Music” (Dec 1956, Playboy)
- “Oh Father of Mine” / “Father, Dear Father” (Jan 1957, Venture)
- “The Love-Master” (Feb 1957, Rogue)
- “The Man Who Made Himself” / “In His Image” (Feb 1957, Imagination, adaptare a unui episod Twilight Zone)
- “Night Ride” (Mar 1957, Playboy)
- “The Customers” (Apr 1957, “The Hunger and Other Stories”)
- “Fair Lady” (Apr 1957, “The Hunger and Other Stories”)
- “The Infernal Bouillabaisse” (Apr 1957, “The Hunger and Other Stories”)
- “Miss Gentilbelle” (Apr 1957, “The Hunger and Other Stories”)
- “Nursery Rhyme” (Apr 1957, “The Hunger and Other Stories”)
- “Open House” (Apr 1957, “The Hunger and Other Stories”)
- “Tears of the Madonna” (Apr 1957, “The Hunger and Other Stories”)
- “The Train” (Apr 1957, “The Hunger and Other Stories”)
- “A Death in the Country” / “The Deadly Will Win” (Nov 1957, Playboy)
- “Anthem” (Apr 1958, “Yonder”)
- “Mother’s Day” (Apr 1958, “Yonder”)
- “A World of Differents” (Apr 1958, “Yonder”)
- “The New People” (Aug 1958, Rogue)
- “Perchance to Dream” (Oct 1958, Playboy, adaptare a unui episod Twilight Zone)
- “The Intruder” (1959, excerpt of chapter ten of the novel)
- “The Music of the Yellow Brass” (Jan 1959, Playboy)
- “The Trigger” (Jan 1959, Mystery Digest)
- “Sorcerer’s Moon” (Jul 1959, Playboy)
- “The Howling Man” (Nov 1959, Rogue, adaptare a unui episod  Twilight Zone)
- “Buck Fever” (Mar 1960, “Night Ride and Other Journeys”)
- “The Magic Man” (Mar 1960, “Night Ride and Other Journeys”)
- “The Neighbors” (Mar 1960, “Night Ride and Other Journeys”)
- “Song For a Lady” (Mar 1960, “Night Ride and Other Journeys”, adaptare a unui episod  Twilight Zone)
- “Gentlemen, Be Seated” (Apr 1960, Rogue, adaptare a unui episod  The Twilight Zone ca dramă radio)
- “Three Thirds of a Ghost” / “The Baron’s Secret” (Aug 1960, Nugget)
- “Blood Brother” (Apr 1961, Playboy)
- “Mourning Song” (1963, Gamma #1)
- “Something in the Earth” (1963, Gamma #2)
- "Auto Suggestion" (1965, Gamma #5)
- "Insomnia Vobiscum" (1982, "Best of Beaumont")
- “My Grandmother’s Japonicas” (1984, Masques #1)
- “Appointment with Eddie” (1987, “The Howling Man”)
- “The Carnival” (1987, “The Howling Man”)
- “The Crime of Willie Washington” (1987, “The Howling Man”)
- “The Man with the Crooked Nose” (1987, “The Howling Man”)
- “To Hell with Claude” (cu Chad Oliver, 1987, “The Howling Man”)
- “The Wages of Cynicism” (1999)
- “Adam’s Off Ox” (2000, “A Touch of the Creature”)
- “Fallen Star” (2000, “A Touch of the Creature”)
- “A Friend of the Family” (2000, “A Touch of the Creature”)
- “The Indian Piper” (2000, “A Touch of the Creature”)
- “The Junemoon Spoon” (2000, “A Touch of the Creature”)
- “Lachrymosa” (2000, “A Touch of the Creature”)
- “A Long Way from Capri” (2000, “A Touch of the Creature”)
- “Moon in Gemini” (2000, “A Touch of the Creature”)
- “Mr. Underhill” (2000, “A Touch of the Creature”)
- “The Pool” (2000, “A Touch of the Creature”)
- “Resurrection Island” (2000, “A Touch of the Creature”)
- “The Rival” (2000, “A Touch of the Creature”)
- “Time and Again” (2000, “A Touch of the Creature”)
- “With the Family” (2000, “A Touch of the Creature”)
- “I, Claude” (cu Chad Oliver)
- “The Rest of Science Fiction” (cu Chad Oliver)

### Colecții de povestiri
- The Hunger and Other Stories (Apr 1957)
- Yonder (Apr 1958)
- Night Ride and Other Journeys (Mar 1960)

### Antologii de ficțiune scurtă
- The Magic Man (1965) – nine from Hunger, three from Yonder, six from Night Ride
- The Edge (1966) – three from Yonder, eight from Night Ride
- Best of Beaumont (Nov 1982) – four from Hunger, eight from Yonder, six from Night Ride, four never before anthologized
- Selected Stories (1988) – nine from Hunger, three from Yonder, eight from Night Ride, one from Best, eight never before anthologized
- The Howling Man (1992) – reprint of Selected Stories
- A Touch of the Creature (2000) – fourteen previously unpublished/unfinished stories
- Perchance to Dream (2015)

### Film
- Tradita (1954)
- Queen of Outer Space (1958)
- Ursula (1961, based on the short story "Miss Gentilbelle")
- Night of the Eagle (1962) U.S. title Burn, Witch, Burn! (screenplay co-written with Richard Matheson and George Baxt based on the novel Conjure Wife by Fritz Leiber).
- Premature Burial (1962)
- The Wonderful World of the Brothers Grimm (1962)
- The Intruder (1962, based on the novel)
- The Haunted Palace (1963)
- 7 Faces of Dr. Lao (1964)
- The Masque of the Red Death (1964)
- Mister Moses (1965)
- Journey Into Darkness (1968, based on the short story "The New People")
- Brain Dead (1990) (postum, pe baza scenariului său)
- Miss Gentilbelle (2000)

### Romane
- Run from the Hunter (1957, ca Keith Grantland, w/ John E. Tomerlin)
- The Intruder (1959)

### Nonfiction
- Remember? Remember? (1956, essays on American pop culture between the world wars)
- Omnibus of Speed: An Introduction to the World of Motorsport (1958, with William F. Nolan)

### Benzi desenate
- The Mystery of Whalers' Cove Mickey Mouse #43 (1955) [w/ William F. Nolan]
- The Mystery of Diamond Mountain Mickey Mouse #47 (1956) [w/ William F. Nolan]